# LSWR T14 class
LSWR T14 class — тип пассажирских экспресс-паровозов с осевой формулой 2-3-0, разработанный для Лондонской и Юго-Западной железной дороги главным инженером тяги Дугалдом Драммондом в 1911 году. Всего в 1911 и 1912 годах было построено 10 паровозов.

## История
Успех 2-2-0 паровозов Драммонда привёл к тому, что расписания пассажирских поездов стали ужесточаться, а возрастающий вес поездов требовал более мощных локомотивов. Драммонду было ясно, что, как показал опыт Большой Центральной дороги, достигнуть этого возможно только с помощью многоцилиндровых машин и осевой формулы 2-3-0 (которая предоставляла дополнительное усилие третьей ведущей колёсной пары для трогания с места тяжёлых поездов). Он уже представил паровозы F13, E14, G14 и P14, которых, впрочем, не хватало.
Вновь спроектированный паровоз class T14 вобрал в себя многие черты предшественников, в том числе драммондовскую трубу с кромкой и большие брызговики. Ведущие колёса были увеличены с 6 футов (1800 мм) до 6 ф. 7 д. (2010 мм). Четырёхцилиндровая машина с рядным расположением цилиндров следовала современным немецким образцам. Пара внутренних цилиндров независимо приводила в движение переднюю ведущую ось, а пара внешних — остальные. Парораспределительный механизм Вальсхарта был установлен на паровозе в двух экземплярах снаружи рамы, с внутренними цилиндрами он соединялся при помощи рычагов. Шесть паровозов (№ 447 и 458-62) были оборудованы драммондовскими пароперегревателями, расположенными в дымовой коробке, остальные шесть работали на насыщенном паре и были оборудованы по патенту Драммонда поперечными водяными трубами в топке, которые Роберт Ури впоследствии убрал, и переоборудовал паровозы стандартными истлейскими пароперегревателями с удлинённой дымовой коробкой.
Несмотря на определённые улучшения по сравнению с предыдущими драммондовскими паровозами 2-3-0, эти паровозы также отличались большим расходом угля и воды и так же страдали от перегрева букс.
| Год  | Заказ | Количество | Номера  | Примечания |
| ---- | ----- | ---------- | ------- | ---------- |
| 1911 | T14   | 5          | 443-447 |            |
| 1912 | B15   | 5          | 458-462 |            |

### Модификации Манселла
В 1930-31 годах Ричард Манселл, систематически занимавшийся усовершенствованием паровозов путём переделок и упрощения конструкции, переработал все паровозы этого типа. Неудобные драммондовские брызговики он заменил приподнятым обходным мостиком и установил механические маслоподатчики, что несколько уменьшило остроту проблемы перегрева букс. Манселл установил на паровозы паропергреватель собственной конструкции, уменьшив рабочее давление до 175 фунтов на кв. дюйм (1,21 МПа). С прожорливостью локомотивов, однако, ничего сделать не удалось.

### Трубы
К 1940 году труба паровоза № 447 окончательно прогорела, но оригинальных запчастей не осталось, и на паровоз установили короткую «печную» трубу. В работе оказалось, что паропроизводительность котла от этого значительно улучшилась благодаря лучшей тяге, и при ремонтах на Истлейском заводе аналогичная модификация была произведена над всеми паровозами этого типа, кроме одного.

### Служба
Тип T14 был лучшим из многострадальных драммондовских 2-3-0, хотя и они оказались неэкономичны по воде и топливу (в то время как на дороге не использовалась запарвка водой на ходу) и страдали от перегрева букс. Локомотивные бригады этот тип не любили.
Первоначально все эти паровозы стояли в депо у Девяти Вязов и работали только с экспрессами в Борнмут и Солсбери, с расписанием которых они, впрочем справлялись плохо, особенно с «гоночным» маршрутом в Солсбери. С промежуточными остановками в Сурбитоне и Уокинге паровоз D15 показывал лучшее время, чем T14.
Соответственно, на этих линиях T14 проработали только 8 лет, и сразу же после укрупнения в 1923 году их сменили манселловские N15. Возможность перевести эти паровозы на менее напряжённые линии привела к тому, что Манселл решил усовершенствовать конструкцию. С помощью пароперегревателя он попытался улучшить экономичность паровоза, а убрав брызговики — улучшить охлаждение букс и сделать проще обслуживание паровоза.
Первый паровоз этого типа был списан в 1940 году, так как пострадал от бомбардировки депо у Девяти Вязов. Остальные паровозы лоработали до национализации в 1948 году, но с ноября того же года начали списывать и их. последний паровоз списан в июне 1951 года, ни один не сохранён.
| Год  | На начало года | Списано | Номера      | Примечания    |
| ---- | -------------- | ------- | ----------- | ------------- |
| 1940 | 10             | 1       | 458         | бомбардировка |
| 1948 | 9              | 3       | 445/459-460 |               |
| 1949 | 6              | 2       | 30443/47    |               |
| 1950 | 4              | 2       | 30444/62    |               |
| 1951 | 2              | 2       | 30446/61    |               |

## Окраска и нумерация
На LSWR паровозы работали в драммондовской шалфеево-зелёной ливрее с фиолетово-коричневыми каёмками филёнок и чёрными и белыми полосами. После укрупнения британских железных дорог в 1923 году в собственности Southern Railway паровозы были перекрашены в манселловскую более тёмную версию зелёной ливреи с жёлтой надписью на тендере и чёрными и белыми полосами.
Эта окраска сохранилась и после того, как Буллид ввёл свою малахитовую ливрею, только надпись Southern стала солнечно-жёлтой. Во время Второй мировой войны паровозы выходили из ремонта в военной чёрной окраске.
Номера локомотивов на LSWR шли двумя группами. На Южной железной дороге прежние номера сохранились
После национализации паровозы работали в старой ливрее Южной дороги, только надпись была изменена на British Railways, а к номерам добавлена буква S впереди. Затем паровозы были переркашены в чёрную грузопассажирскую схему BR с красными и белыми полосами и эмблемой BR на тендере
При национализации паровозы были перенумерованы станлартным образом добавлением цифр 30 к прежнему номеру. Один из паровозов был списан раньше, и в нумерации образовался пропуск.